# Robert Frank
Robert Frank (Zurique, 9 de novembro de 1924 – Inverness, 9 de setembro de 2019) foi um fotógrafo e diretor americano de origem suíça. Seu trabalho mais famoso é o livro Les Américains publicado em 1958. Mas também é conhecido por seus documentários e filmes, bem como por suas manipulações fotográficas e outras fotomontagens.

## Biografia
Nascido em uma família judia, ele é filho do designer alemão Hermann Frank e de Régina Zucker, nascida em uma família de industriais. Robert tem um irmão, Manfred. Em 1946, a família Frank obteve a nacionalidade suíça.
Aos doze anos descobriu a fotografia, tendo iniciado seus estudos com Hermann Segesser (que o fez descobrir Paul Klee) em 1941.
Ele viaja para o Peru em 1948.
Robert Frank se torna um grande fotógrafo das décadas de 1950 e 1960, mas também um cineasta independente comprometido.
Em 1954, ele se casou com Mary. Eles tiveram dois filhos: Pablo e Andrea.
Em 1955 e 1956, graças a uma Bolsa de estudos Guggenheim, Frank viajou por dois anos com sua família pelos Estados Unidos e fotografou os muitos estratos da sociedade americana. Embora fascinado por sua cultura, ele adota um ponto de vista irônico e externo sobre a sociedade americana. Das 23 000 imagens resultantes dessa viagem, o próprio Frank escolhe 83, que formarão a edição Les Américains, publicada em 1958 pela Editions Delpire, Paris.
Em 1974, sua filha Andrea morre em um acidente de avião em Tikal, Guatemala. Ao mesmo tempo, seu filho Pablo foi hospitalizado por esquizofrenia - ele morreu em 1994 em um hospital em Allentown, Pensilvânia. Em 1995, Robert Frank fundou a Andrea Frank Foundation, que concede doações a artistas.
Robert Frank contribui para o movimento beat, cruzando os Estados Unidos. Jack Kerouac é um de seus companheiros em uma viagem à Flórida em 1958.

### Cineasta
Em 1960, ele colocou sua câmera Leica de lado e se dedicou mais aos filmes: Pull My Daisy (1959, no Beats), Me and My Brother (1969), Cocksucker Blues (1972, nos Rolling Stones), Keep Busy ( 1975), Life Dances On (1979), Energy and How to Get It (1981) e This Song for Jack (1983). Em 1987,lançou seu filme Candy Mountain, co-dirigido com Rudy Wurlitzer, um excelente filme rodoviário entre Nova Iorque e Cape Breton, na Nova Escócia, uma quintessência da cultura americana que sempre fascinou Robert Frank. O líder dos Clash, Joe Strummer desempenha um papel ao lado de Tom Waits e da atriz Bulle Ogier.
Em 1969, Robert e Mary se separam. Ele se estabeleceu dois anos depois, em 1971, na Ilha do Cabo Bretão, em Mabou, Nova Escócia, com uma nova companheira, pintora e escultora, June Leaf.

## Retorno à fotografia
A partir de 1972, Robert Frank volta gradualmente à fotografia através de fotomontagens, negativos manipulados e polaroides rabiscadas. Ele então se envolve em um campo mais autobiográfico: "Desde 1972, nos tempos mortos que me deixam meus filmes ou meus projetos de filme, fotografo. Em preto ou em cores. Às vezes, montei várias imagens em uma. Eu digo minhas esperanças, minha pequena esperança, minhas alegrias. Quando posso, coloco um pouco de humor. Destruo o que é descritivo nas fotos para mostrar como vou. Quando os negativos ainda não estão resolvidos, risco palavras: sopa, força, confiança cega... tento ser honesto.»
Nesta empresa de autoficção, Frank publica muitas edições. Em 1972, ele publicou sua segunda edição, The Lines of my Hand, ponto de partida para o qual muitas outras edições, em estreita colaboração com seu amigo Gerhard Steidl, foram publicadas nos anos 2000 a Edições Steidl.

## Robert Frank - A América no visor
Em 2013, sua editora, Laura Israel, que também é amiga, dedica um documentário, Robert Frank - L'Amérique dans le viseur, misturando muitos arquivos de entrevistas e clipes de filmes, varrendo setenta anos uma carreira ocupada. Entrevistado em sua casa em Nova York e sua casa canadense em Mabou, Nova Escócia, Robert Frank usa seus álbuns e arquivos para comentar, com humor, um trabalho rico e não classificável.

## Publicações

### Publicações de Frank
- Les Américains = Os americanos
  - Paris: Delpire, 1958. Francês. Inclui texto em francês de Simone de Beauvoir, Erskine Caldwell, William Faulkner, Henry Miller e John Steinbeck sobre a história política e social americana, selecionado por Alain Bosquet. Parte da série Encyclopédie Essentielle.
  - Nova York: Grove Press, 1959. Introdução de Jack Kerouac.
  - Nova York: Aperture; Museu de Arte Moderna, 1969. Edição revista e ampliada. Com uma introdução de Jack Kerouac, uma breve introdução de Frank e uma pesquisa dos filmes de Frank, cada um representado por uma página de fotos do quadro do filme.
  - Göttingen: Steidl, 2008. ISBN  978-3-86521-584-0. A maioria das fotografias não é cortada em comparação com as versões cortadas das edições anteriores, e duas fotografias são substituídas por aquelas do mesmo assunto, mas de uma perspectiva alternativa.
- As linhas da minha mão.
  - Tóquio: Yugensha. Edição luxuosa com capa compacta. Edição de 1000 cópias, 500 com a fotografia de "New York City, 1948", 500 com a fotografia de "Platte River, Tennessee".
  - Nova York: Lustrum Press, 1972. Paperback.
  - Nova York: Pantheon. ISBN 9780394552552.
- Flower is… Yugensha, 1987. Edição de 1000 cópias, 500 com "Champs-Élysées, 1950 [Fleurs]" na capa, 500 com "Metro Stalingrado" na capa.
- Flamingo. Göteborg, Suécia: Hasselblad Centre, 1997. ISBN 9783931141554. Catálogo para a exposição do Prêmio Hasselblad, Hasselblad Center, Goteborg, Suécia.
- Londres / País de Gales. Publicado em colaboração com a Corcoran Gallery, Washington, DC, para uma exposição realizada de 10 de maio a 14 de julho de 2003.
  - Zurique; Nova York: Scalo, 2003. ISBN 9783908247678.
  - Göttingen: Steidl, 2007. ISBN 978-3865213624.
- Volte novamente. Göttingen: Steidl, 2006. ISBN 9783865212610. De acordo com a contracapa, "As fotos foram tiradas no contexto do projeto fotográfico 'Beirute, centro da cidade, 1991', Éditions de Cyprès, Paris."
- Paris. Göttingen: Steidl, 2006. ISBN 978-3865215246.
- Peru. Göttingen: Steidl, 2006. ISBN 978-3865216922.
- Zero Mostel lê um livro. Göttingen: Steidl, 2006. ISBN 978-3865215864.
- Tal Uf Tal Ab. Göttingen: Steidl, 2010. ISBN 978-3869301013. O primeiro dos "Diários Visuais" combinando fotos do início da carreira de Frank com as fotos mais privadas que ele fez na última parte de sua vida. Outros títulos da série são marcados com um *
- Pangnirtung. Göttingen: Steidl, 2011. ISBN 978-3869301983.
- Puxe minha margarida. Göttingen: Steidl, 2011. ISBN 978-3865216731. Uma transcrição da narração de Kerouac do filme Pull My Daisy (1959) com fotos do filme e uma introdução de Jerry Tallmer.
- Ferne Nähe: Hommage für Robert Walser = Proximidade distante: uma homenagem a Robert Walser. Bern: Robert Walser-Zentrum, 2012. ISBN 978-3-9523586-2-7.
- Você poderia. Göttingen: Steidl, 2012. ISBN 978-3869304182. *
- Park / Sleep. Göttingen: Steidl, 2013. ISBN 978-3869305851. *
- Partida. Göttingen: Steidl, 2014. ISBN 978-3869307954. *
- O que vimos. Göttingen: Steidl, 2016. ISBN 978-3958290952. *
- Leão de Juda. Göttingen: Steidl, 2017. ISBN 978-3958293113. *
- Good Days Quiet. Göttingen: Steidl, 2019. ISBN 978-3-95829-550-6.

### Estudos críticos, resenhas e biografias
- Les Cahiers de la photographie 11/12 e Special 3, “Robert Frank, la photographie, enfin,” 4º trimestre, 1983; ensaios de Walker Evans, Gilles Mora, Alain Bergala e outros.
- Olhando em: The Americans, de Robert Frank. Washington, DC: Galeria Nacional de Arte; Göttingen: Steidl, 2009. ISBN 978-3-86521-806-3. Por Sarah Greenough. Com ensaios de Stuart Alexander, Phillip Brookman, Michel Frizot, Martin Gasser, Jeff L. Rosenheim, Luc Sante e Anne Wilkes Tucker. Publicado para acompanhar uma exposição organizada pela National Gallery of Art, Washington, DC
- Pelo brilho do Juke Box: a lista dos americanos. New York: Red Hook, 2012. ISBN 978-0-984195-48-0 Editado por Jason Eskenazi, com contribuições de 276 fotógrafos
- Avaliações dos americanos.

## Filmografia
| Ano       | Título                   | Notes                                                                                 |
| --------- | ------------------------ | ------------------------------------------------------------------------------------- |
| 1959      | Pull My Daisy            | com Alfred Leslie. Adaptado de uma peça de Jack Kerouac estrelada por Allen Ginsberg. |
| 1961      | The Sin of Jesus         | [ 9 ]                                                                                 |
| 1963      | O.K. End Here            | [ 10 ]                                                                                |
| 1965/1968 | Me And My Brother        | Um filme sobre Julius Orlovsky (irmão de (Peter Orlovsky)) e sua doença mental.       |
| 1969      | Conversations in Vermont | [ 12 ] [ 13 ]                                                                         |
| 1969      | Life-Raft Earth          | [ 14 ]                                                                                |
| 1971      | About Me: A Musical      | [ 15 ]                                                                                |
| 1972      | Cocksucker Blues         | filme polêmico sobre a Rolling Stones 1972.                                           |
| 1975      | Keep Busy                | com Rudy Wurlitzer.                                                                   |
| 1980      | Life Dances On           | [ 19 ] [ 20 ]                                                                         |
| 1981      | Energy and How to Get It | com Rudy Wurlitzer.                                                                   |
| 1983      | This Song For Jack       | [ 22 ]                                                                                |
| 1985      | Home Improvements        | [ 23 ]                                                                                |
| 1988      | Candy Mountain           | com Rudy Wurlitzer.                                                                   |
| 1989      | Hunter                   | [ 25 ]                                                                                |
| 1990      | C'est vrai! (One Hour)   | [ 26 ]                                                                                |
| 1992      | Last Supper              | [ 27 ]                                                                                |
| 1994      | Moving Pictures          | [ 28 ] [ 29 ]                                                                         |
| 2002      | Paper Route              | [ 30 ]                                                                                |
| 2004/2008 | True Story               | [ 31 ]                                                                                |

## Exposições

### Exposições individuais (selecionado)
- 1961: Robert Frank: The Americans, Art Institute of Chicago, Chicago, IL
- 1976: Robert Frank, Kunsthaus Zürich, Zürich
- 1979: Robert Frank: Fotógrafo / Cineasta, Obras 1945–1979, Museu de Arte de Long Beach.
- 1985: Robert Frank: Nova York para Nova Scotia, Museu de Belas Artes, Houston.
- 1989: The Americans, Jan Kesner Gallery, Los Angeles
- 1997: Flamingo, exibição do Prêmio Hasselblad, Hasselblad Center, Goteborg, Suécia
- 2004: Storylines, Tate Modern Museum, Londres
- 2005: Storylines, Fotomuseum Winterthur, Winterthur
- 2008: Robert Frank. Paris, Museu Folkwang, Essen
- 2009: Looking In: The Americans, National Gallery of Art, Washington DC
- 2009: Robert Frank. Die Filme, C / O Berlin, Berlin
- 2010: The Unseen Eye: Photography from the collection of WM Hunt (exposição coletiva), Appleton Museum of Art, Ocala
- 2012: Robert Frank. Da coleção do Fotomuseum Winterthur, Multimedia Art Museum, Moscou
- 2014: Robert Frank In America, Cantor Art Center na Stanford University, Stanford
- 2014: Robert Frank. Livros e filmes. 1947–2014, Akademie der Bildenden Künste München ;  Museu Folkwang anschließend 2015, Essen
- 2016: Robert Frank: Livros e Filmes, 1947–2016, HALLE 14 - Zentrum für zeitgenössische Kunst, Leipzig
- 2016: Robert Frank: Livros e Filmes. 1947–2016, Museum der Moderne, Salzburg
- 2016: Robert Frank: Livros e Filmes. 1947–2016, Kunsthalle Ziegelhütte, Appenzell
- 2017: Robert Frank: Fotos, Art Institute of Chicago, Chicago, IL

### Exposições coletivas (selecionado)
- 1955: The Family of Man, Museum of Modern Art, New York, 24 de janeiro a 8 de maio (Frank representado com 5 obras)
- 1962: Fotografias de Harry Callahan e Robert Frank, Museu de Arte Moderna de Nova York, 30 de janeiro a 1º de abril
- 2004: Cruel and Tender. Fotografie und das Wirkliche, Museum Ludwig, Köln
- 2004: Cold Play. Conjunto 1 aus der Sammlung des Fotomuseums Winterthur, Fotomuseum Winterthur, Winterthur
- 2005: Quero ser amado por você, Museu de Arte do Brooklyn, Brooklyn
- 2006: American Beauty, National Gallery of Victoria, Melbourne
- 2006: Algumas tribos, Christophe Guye Galerie, Zurique
- 2008: Street Art, Street Life: From the 1950 to Now, Bronx Museum of the Arts, Nova York
- 2010: Staff Picks 2010, Howard Greenberg Gallery, New York
- 2010: Humanos. Acciones, Historia Y Fotografía, Centro de Arte Alcobendas (CAA), Madrid

## Prêmios e recompensas
- 1985, Prêmio Erich-Salomon
- 1996, Prêmio Internacional da Fundação Hasselblad
- 2014, Prêmio Haftmann - menção especial

- Este artigo foi inicialmente traduzido, total ou parcialmente, do artigo da Wikipédia em francês cujo título é «Robert Frank (photographe)», especificamente desta versão.